# Jean-Claude Killy

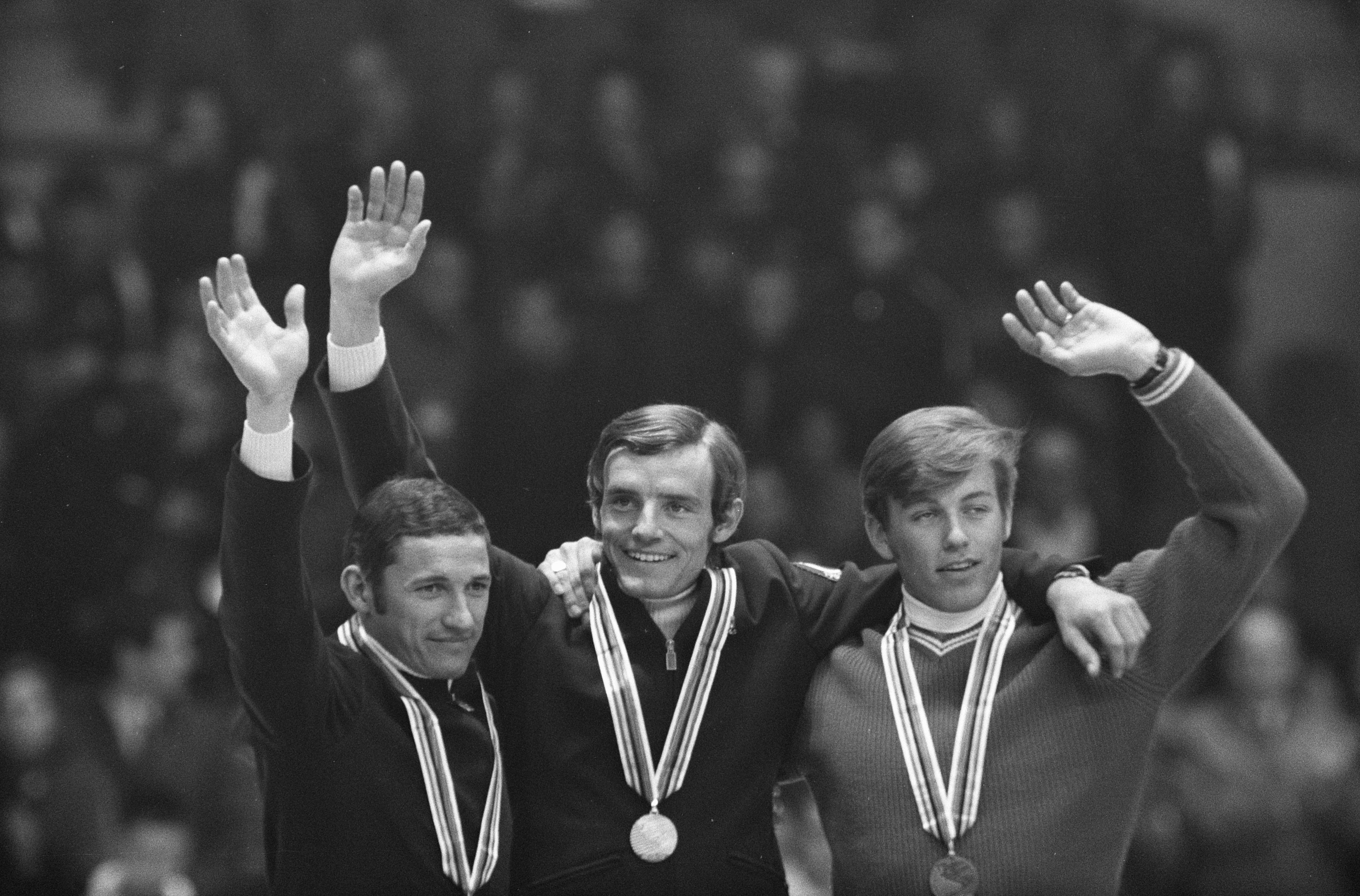
In het midden Killy als winnaar van het goud bij de afdaling van de Olympische Winterspelen in 1968

Jean-Claude Killy (Saint-Cloud, 30 augustus 1943) is een voormalige Franse alpineskiër. Hij nam tweemaal deel aan de Olympische Spelen en won daarbij drie gouden medailles.

## Biografie
Killy werd geboren in Saint-Cloud maar groeide op in Val d'Isère. In 1969 verhuisde hij naar het Zwitserse Genève. Killy was van 1967 tot 1970 autocoureur en begon ooit een zangcarrière.
In 1964 maakte hij op 20-jarige leeftijd zijn olympisch debuut bij de Winterspelen van Innsbruck. Deze Spelen golden tevens als wereldkampioenschap en hierbij werd hij vijfde op de reuzenslalom, werd 42e op de afdaling en op de slalom werd hij in de eerste run gediskwalificeerd. Vier jaar later bij zijn tweede deelname had hij meer succes. Op de Winterspelen van 1968 werd hij drievoudig olympisch kampioen en viervoudig wereldkampioen, op de niet-olympische discipline combinatie behaalde hij eveneens de zege. Met drie gouden olympische medailles bezet hij een (gedeelde) 55e plaats op de Lijst van succesvolste medaillewinnaars op de Olympische Winterspelen.
Op de tussenliggende Wereldkampioenschappen in 1966 in Portillo (Chili) veroverde hij de wereldtitel op de afdaling en combinatie.
In de Wereldbeker alpineskiën die in 1967 van start ging, werd hij de winnaar van de eerste twee algemene bekers. Daarnaast behaalde hij de eindzege op de afdaling, reuzenslalom en slalom in 1967 en in 1968 op de reuzenslalom en eindigde hij als tweede op de afdaling en slalom. Killy werd in 1967 ook winnaar in de befaamde Hahnenkammafdaling in Kitzbühel.
In 1995 werd hij verkozen tot IOC-lid.

## Kampioenschappen
1948: Henri Oreiller ·
1952: Zeno Colò ·
1956: Toni Sailer ·
1960: Jean Vuarnet ·
1964: Egon Zimmermann ·
1968: Jean-Claude Killy ·
1972: Bernhard Russi ·
1976: Franz Klammer ·
1980: Leonhard Stock ·
1984: Bill Johnson ·
1988: Pirmin Zurbriggen ·
1992: Patrick Ortlieb ·
1994: Tommy Moe ·
1998: Jean-Luc Crétier ·
2002: Fritz Strobl ·
2006: Antoine Dénériaz ·
2010: Didier Défago ·
2014: Matthias Mayer ·
2018: Aksel Lund Svindal ·
2022: Beat Feuz
1948: Edy Reinalter ·
1952: Othmar Schneider ·
1956: Toni Sailer ·
1960: Ernst Hinterseer ·
1964: Josef Stiegler ·
1968: Jean-Claude Killy ·
1972: Francisco Fernández Ochoa ·
1976: Piero Gros ·
1980: Ingemar Stenmark ·
1984: Phil Mahre ·
1988: Alberto Tomba ·
1992: Finn Christian Jagge ·
1994: Thomas Stangassinger ·
1998: Hans Petter Buraas ·
2002: Jean-Pierre Vidal ·
2006: Benjamin Raich ·
2010: Giuliano Razzoli ·
2014: Mario Matt ·
2018: André Myhrer ·
2022: Clément Noël
1952: Stein Eriksen ·
1956: Toni Sailer ·
1960: Roger Staub ·
1964: François Bonlieu ·
1968: Jean-Claude Killy ·
1972: Gustav Thöni ·
1976: Heini Hemmi ·
1980: Ingemar Stenmark ·
1984: Max Julen ·
1988: Alberto Tomba ·
1992: Alberto Tomba ·
1994: Markus Wasmeier ·
1998: Hermann Maier ·
2002: Stephan Eberharter ·
2006: Benjamin Raich ·
2010: Carlo Janka ·
2014: Ted Ligety ·
2018: Marcel Hirscher ·
2022: Marco Odermatt
- Base de données des élites suisses: 71513
- Bibliothèque nationale de France: cb11909747m (data)
- Gemeinsame Normdatei: 122198883
- International Standard Name Identifier: 0000 0000 7829 6164
- Library of Congress Control Number: n50082109
- Nationale Bibliotheek van Tsjechië: xx0020736
- Nationale bibliotheek van Australië: 35270543
- Nederlandse Thesaurus van Auteursnamen: 37551788X
- Système universitaire de documentation: 026949520
- Trove: 891171
- Virtual International Authority File: 79028682
- WorldCat: E39PBJymymxMphC4QjHx6tTrbd